# داغنهام وريدبريدج
نادي داغنهام وريدبريدج لكرة القدم (بالإنجليزية: Dagenham & Redbridge Football Club) هو نادٍ محترف لكرة القدم يقع مقره في داغنهام، إنجلترا. ينافس الفريق في الدوري الوطني، وهو الدرجة الخامسة في نظام الدوري الإنجليزي لكرة القدم. يُعرف النادي اختصارًا باسم "داغنهام"، ويلقّب بـ"الخناجر".
تم تشكيل النادي في عام 1992 من خلال اندماج فريق داغنهام وريدبريدج فورست، الألوان التقليدية للنادي هي الأحمر والأزرق لتمثيل الفرق المدمجة. حل النادي مكان ريدبريدج فورست في مؤتمر كرة القدم لكنه هبط في عام 1996. فازوا بلقب الدوري إسثميان في 1999-2000 وتأهلوا إلى التصفيات الثلاث التالية للمؤتمر، وخسروا لقب 2001-2002 بفارق الأهداف وخسروا نهائي مؤتمر 2003 . لقد ضمنوا الترقية إلى دوري كرة القدمبعد فوزهم بلقب المؤتمر في موسم 2006-07. ثم صعدوا من الدوري الثاني بعد فوزهم في نهائي ملحق 2010، على الرغم من هبوطهم في الموسم التالي بعد أن احتلوا المركز الحادي والعشرين في الدوري الأول. هبط داجنهام مرة أخرى إلى دوري كرة القدم في عام 2016.

## التاريخ
ان أصول النادي تعود إلى عام 1881، عندما كان ريدبريدج فورست عبارة عن اندماج لثلاثة من أشهر أندية لعبة الهواة، إلفورد وليتونستون ووالتهامستو أفينيو. بين الأندية فازوا بكأس الاتحاد الإنجليزي مرة واحدة، وكأس الاتحاد الإنجليزي للهواة سبع مرات، والدوري إسثميان 20 مرة، والدوري الأثيني ست مرات، وكأس إسيكس للكبار 26 مرة، وكأس لندن للكبار 23 مرة.

## الترقية إلى دوري كرة القدم
شهد موسم 2006-07 تنافس داغنهام وريدبريدج مع أكسفورد يونايتد على صدارة الدوري. على الرغم من أن أكسفورد تسابق بسرعة إلى القمة، إلا أن الانهيار في شكل أكسفورد جنبًا إلى جنب مع الركض الممتاز للخناجر جعلهم يتفوقون على أكسفورد في الدوري. في 7 أبريل، فاز النادي على نادي ألدرشوت تاون 2-1 ليحققوا تقدمًا لا يُهزم في الدوري، ليصبحوا أبطال المؤتمرات، مما يعني أن النادي سيلعب في دوري كرة القدم الإنجليزيةللمرة الأولى في تاريخه.
لعب النادي أول مباراة له في دوري كرة القدم في 11 أغسطس 2007، وهزم 1-0 أمام ستوكبورت كونتي. فاز النادي بأول مباراة له في دوري كرة القدم على أرضه أمام لينكولن سيتي في 1 سبتمبر 2007. أنهى الخناجر الموسم في المركز 20، مما يضمن الموسم الثاني من مسابقة دوري كرة القدم. يعني الترقية إلى دوري كرة القدم يمكن أن ينافسوا في كأس الرابطة لأول مرة. لكن خسر النادي في الجولة الأولى أمام لوتون تاون.
في الموسم التالي، وصل الخناجر إلى أعلى مرتبة له في المركز الثامن. لكنهم فشلوا في الوصول إلى تصفيات الدوري الثاني بعد خسارتهم أمام فريق شروزبري تاون على أرضهم في اليوم الأخير من الموسم.

## الترقية إلى الدرجة الأولى
شهد موسم 2009-10 ترقية الخناجر لأول مرة في تاريخهم من الدوري الإنجليزي الدرجة الثانية إلى الدوري الإنجليزي الدرجة الأولى. حققوا ذلك بفوزهم على روذرهام يونايتد في مباراة نهائية مثيرة 3-2 في ملعب ويمبلي في 30 مايو 2010. كان الفوز في الدقيقة 70 بقدم اللاعب جون نرس.
كانت مباراة الخناجر الأولى في الدوري الدرجة الأولى لموسم 2010-2011 هزيمة 2-0 أمام شيفيلد وينزداي في 7 أغسطس 2010. ثم هزيمة أخرى ضد نوتس كاونتي، حصل الفريق على نقطته الأولى، بعدما تعادل 2-2 مع ترانمير روفرز وفوزهم الأول في دوري الدرجة الأولى بعد أسبوع واحد فقط حيث تغلبوا على ليتون أورينت 2-0 سجل الثنائية اللاعب رومان فينسيلوت. لقد كان موسمًا غير ناجح في الدوري الأول حيث أنهوا في المركز الحادي والعشرين وهبطوا في اليوم الأخير من موسم 2010-2011 إلى الدوري الدرجة الثانية.

## العودة إلى الدرجة الثانية
بعد هبوطهم في الموسم السابق مرة أخرى إلى دوري الدرجة الثانية، بدأ الخناجر موسم 2011-2012 بفوزه 1-0 على ماكليسفيلد تاون. بعد ذلك خسر الفريق مرة واحدة فقط في شهر أغسطس. ومع ذلك، فإن هذه السلسلة من النتائج الجيدة كانت ستنتهي اعتبارًا من 3 سبتمبر إلى 10 ديسمبر، وهي فترة 15 مباراة، فاز الخناجر مرة واحدة فقط، مما وضعهم في أسفل الجدول. بعد ذلك تحسن حظ الفريق بشكل طفيف وبدأ في حصد بعض النقاط، بالتعادل مع بيرتون ألبيون وساوثيند يونايتد وانتصارات متتالية على بارنت وغيلينغهام. بعد بضع خسائر أخرى، أنهى الخناجر الموسم بشكل رائع، ومن 17 مارس حتى 5 مايو، شهدوا خسارة مباراة واحدة فقط في آخر 10 مباريات. أنهوا الموسم في النهاية في المركز التاسع عشر.

## مؤامرة التلاعب بنتائج المباريات الفاشلة
بعد تقارير صحفية، قام تحقيق أجرته الوكالة الوطنية للجريمة بسجن لاعبين ورجل أعمال، كريشنا غانيشان وتشان سانكاران وميخائيل بواتينغ، بتهمة التلاعب بنتائج المباريات. تم توجيه تهمة مماثلة إلى موسى سوايبو في يناير 2014. وأدينوا بالتآمر لارتكاب رشوة لمؤامرة فاشلة لإصلاح مباراة بين إيه أف سي ويمبلدون والخناجر في 26 نوفمبر. يُعتقد أن القضية ربما كانت جزءًا من نقابة سنغافورية للتلاعب بنتائج المباريات والتي كشفت عنها يوروبول وتحقيقات أخرى.

## الموظفين الحاليين
| الموقع            | الاسم               |
| ----------------- | ------------------- |
| مدير              | لي برادبيري         |
| مساعد مدير        | ستيف جريت           |
| أول مدرب للفريق   | ديفيد جوب           |
| مدرب حراسة المرمى | سكوت تشالمرز ستيفنز |
| مدرب لياقة بدنية  | شاغر                |
| نادي فيزيو        | جون جوينز           |
| طبيب النادي       | دكتور طاهر          |

تحديث 6 يناير 2020 

## التاريخ الإداري
داجنهام وريدبريدج لديه تسعة مدراء مختلفين منذ تشكيلهم في 1992.
| من           | إلى         | مدير          |
| ------------ | ----------- | ------------- |
| 1992         | 1994        | جون ستيل      |
| 1994         | 1995        | ديف كوزاك     |
| 1995         | 1996        | جراهام كار    |
| 1996         | 1999        | تيد هاردي     |
| 1999         | 2004        | جاري هيل      |
| 2004         | 2013        | جون ستيل      |
| 2013         | 2015        | واين بورنيت   |
| 2015         | 2018        | جون ستيل      |
| 2018         | ديسمبر 2019 | بيتر تايلور   |
| 3 يناير 2020 |             | داريل مكماهون |